# Cladomyrma petalae
Cladomyrma petalae är en myrart som beskrevs av Agosti 1991. Cladomyrma petalae ingår i släktet Cladomyrma och familjen myror. Inga underarter finns listade i Catalogue of Life.

## Bildgalleri

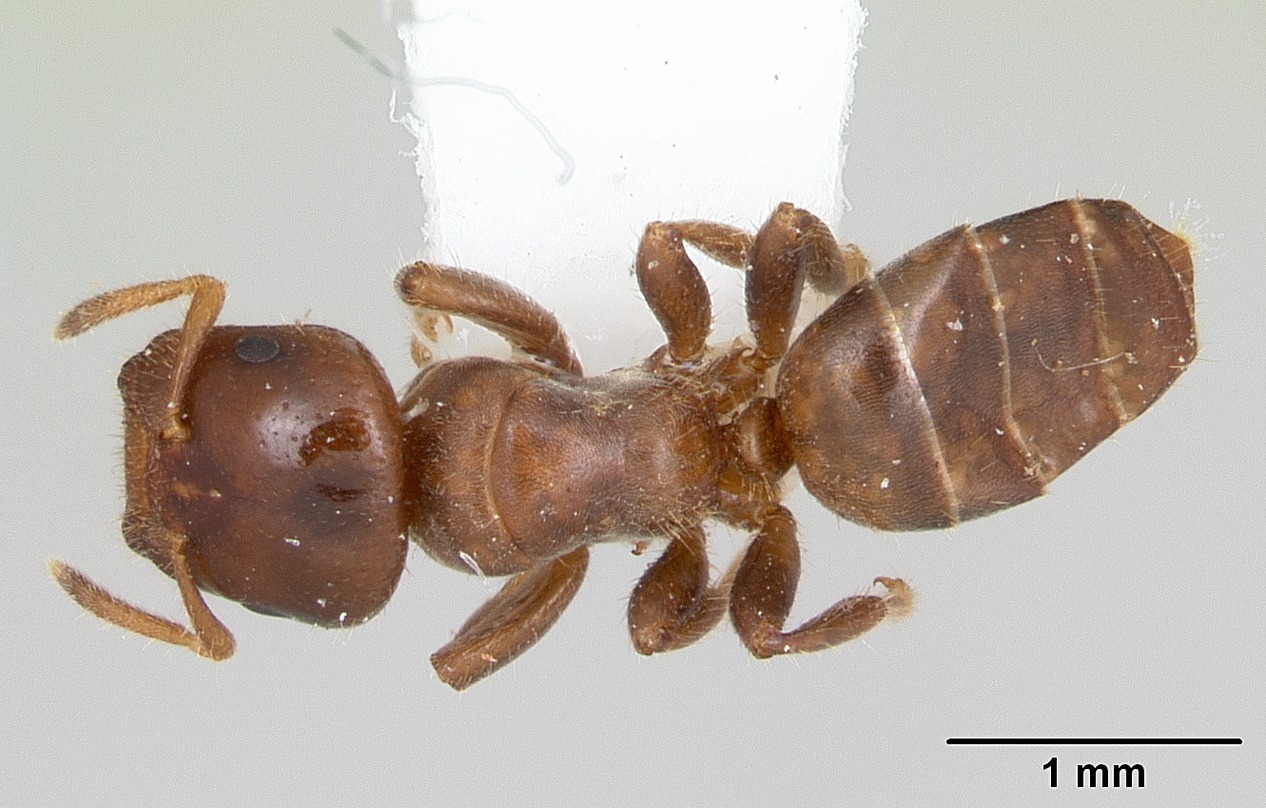
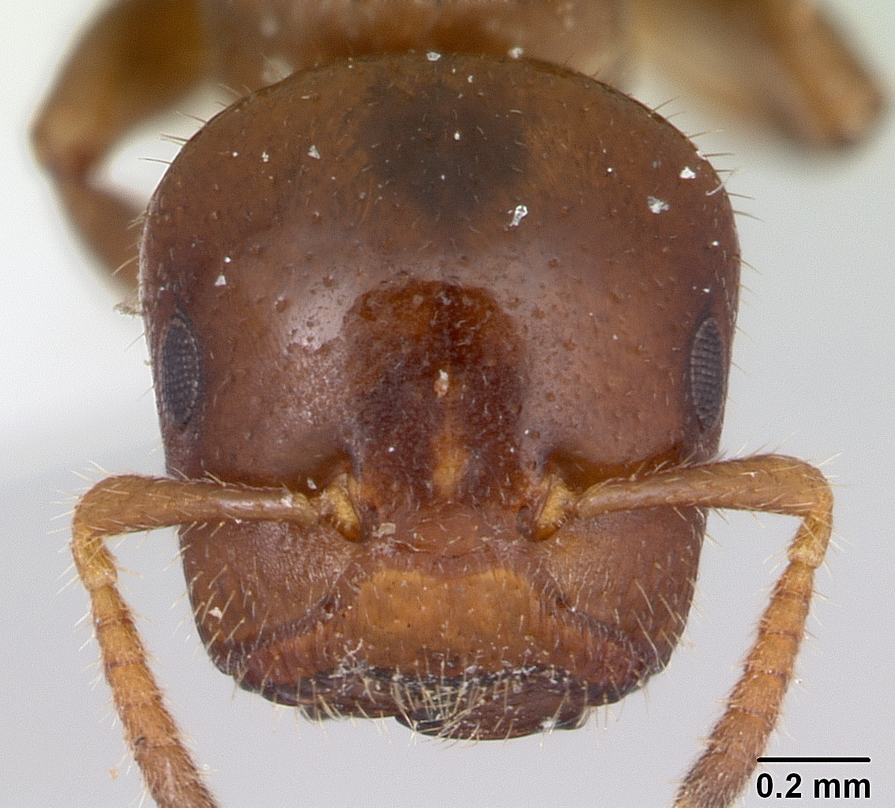
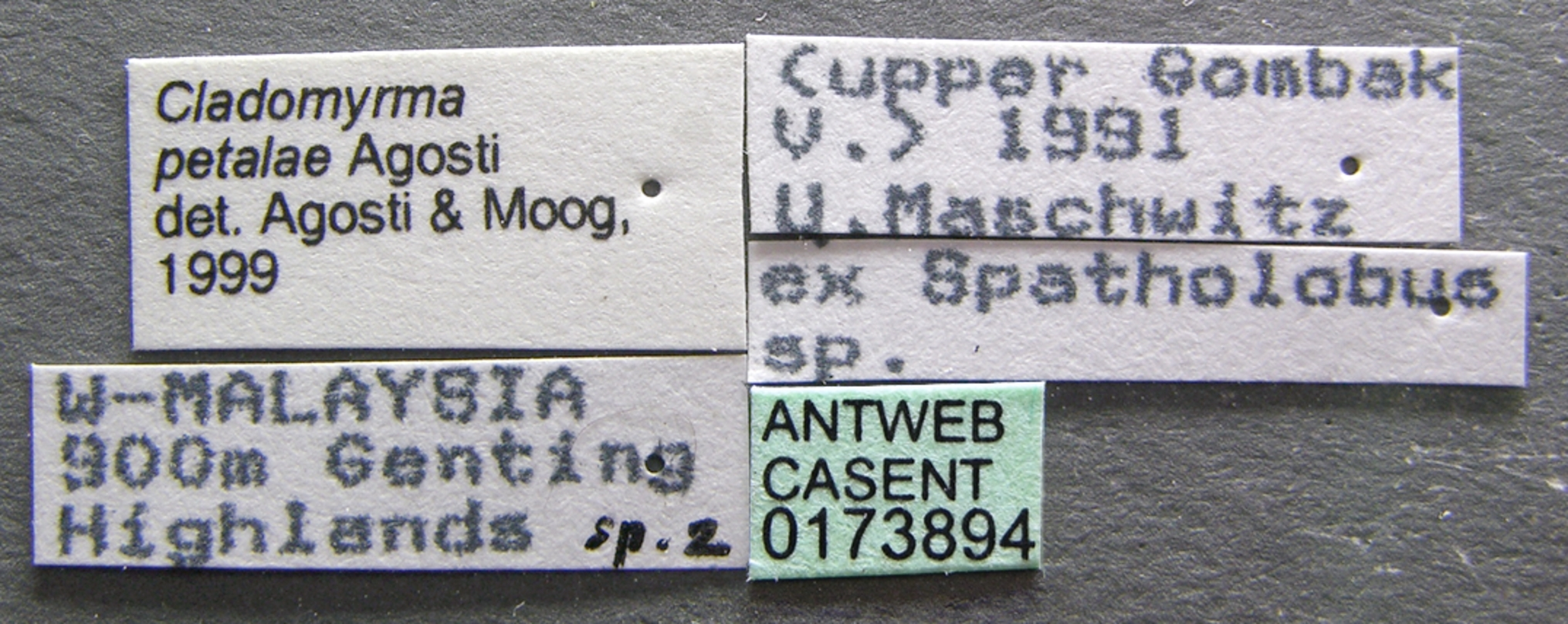
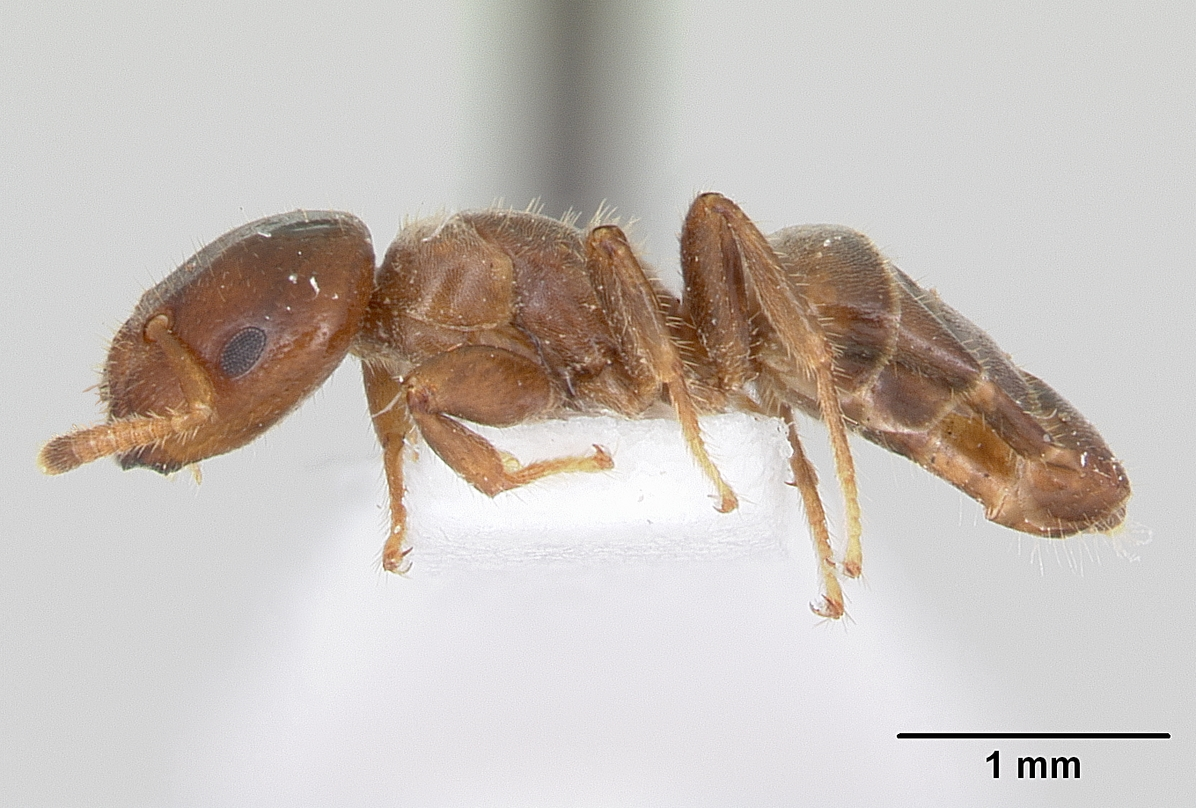
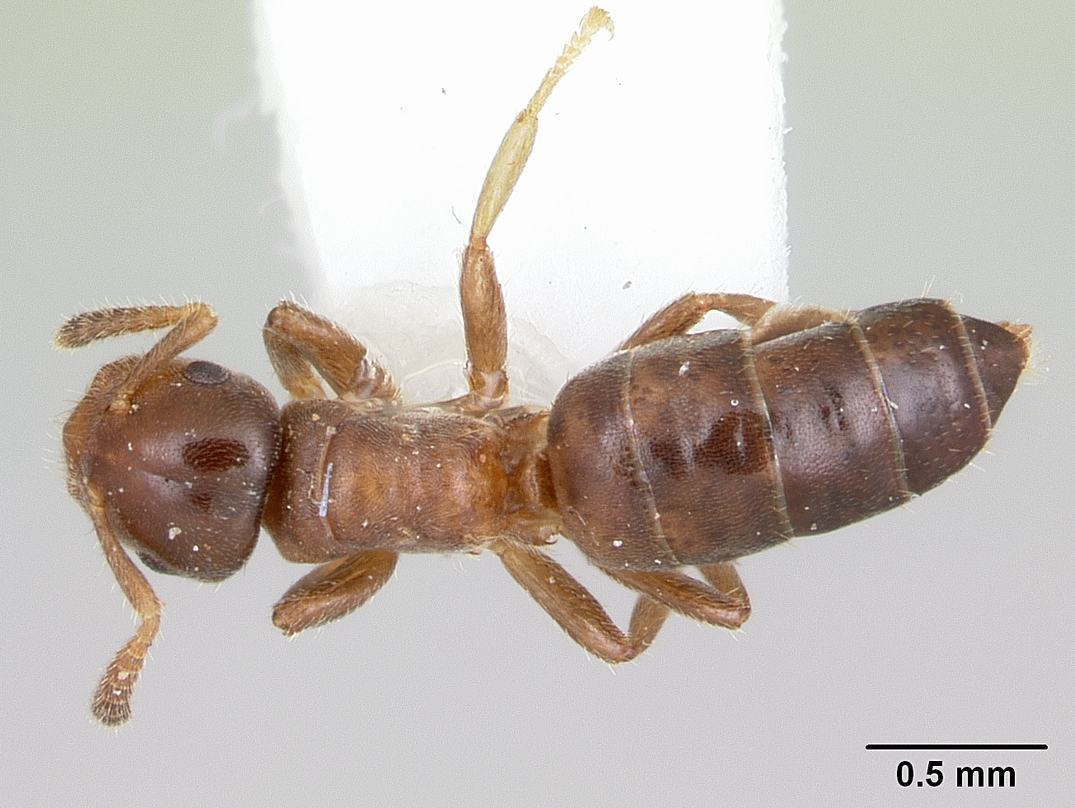
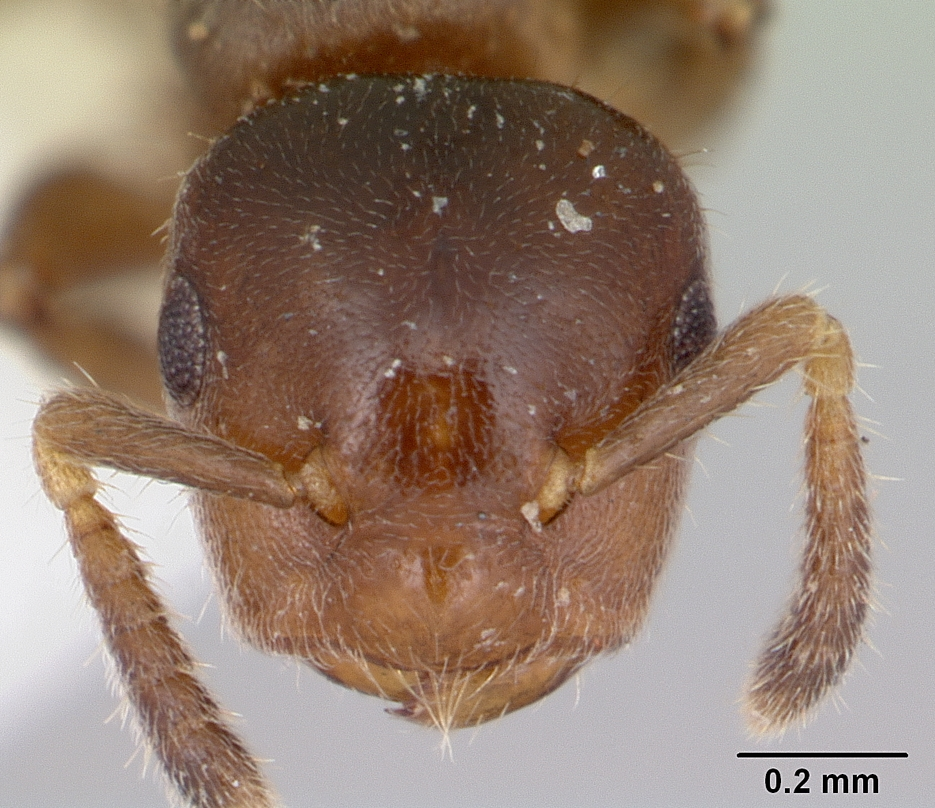